# Parola mia
Parola mia è stato un programma televisivo a quiz sulla lingua italiana, in onda per tre stagioni dal 1985 al 1988 nel preserale di Rai 1 e nella stagione 2002-2003 su Rai 3.
Esso era composto da tre rubriche: Conoscere l'italiano, Usare l'italiano, Amare l'italiano. I concorrenti si sottoponevano a prove che riguardano etimologie, significati delle parole, modi di dire, sinonimi e contrari, la stesura di un pezzo di tipo giornalistico e l'analisi di brani letterari interpretati da  attori di prosa.
Giudice-arbitro di gara era Gian Luigi Beccaria, ordinario di Storia della lingua italiana all'Università degli Studi di Torino.
Luciano Rispoli fu l'ideatore del programma, che coniugava informazione, divulgazione e intrattenimento, e condusse le prime edizioni dal Centro di produzione Rai di Torino con Anna Carlucci. Firmarono i testi Ludovico Peregrini, Guido Clericetti, Umberto Domina, Gian Maria Starace, Alberto Roderi, Barbara Ancillotti e Alessandro Ippolito. La regia venne affidata a Lella Artesi.
Andò in onda su Rai1 dal 1985 al 1988, concludendosi in seguito alla tragica morte, mercoledì 4 maggio per incidente elicotteristico, dell'ottimizzatore Giancarlo Giordanino, torinese di 50 anni, e dell'autore Alberto Roderi, milanese di 36 anni, ex burattinaio: in un primo pomeriggio piovoso stavano effettuando un sopralluogo per la puntata da trasmettere due giorni dopo dedicata al verbo volare per poterla poi integrare con riprese aeree, quando il velivolo, pilotato da Pietro Marchisio della compagnia Eurofly, sopra il fiume Stura di Lanzo colpì alcuni cavi dell'alta tensione, precipitando nelle acque sottostanti.
Nel 2002-2003 il conduttore, con la scrittrice Chiara Gamberale nel ruolo di co-conduttrice, sempre da Torino ripropose il format quotidianamente su Rai 3, facendosi supportare nei testi da Guido Clericetti, Laura Lombardi e Mariano Sabatini. Il professor Beccaria conduceva anche la rubrica Parola di Beccaria.